# Orchestra della Svizzera italiana

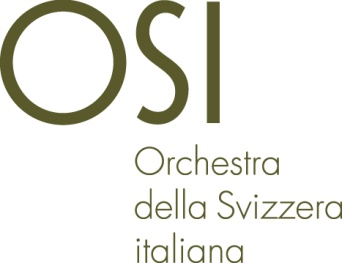
Logo des OSI

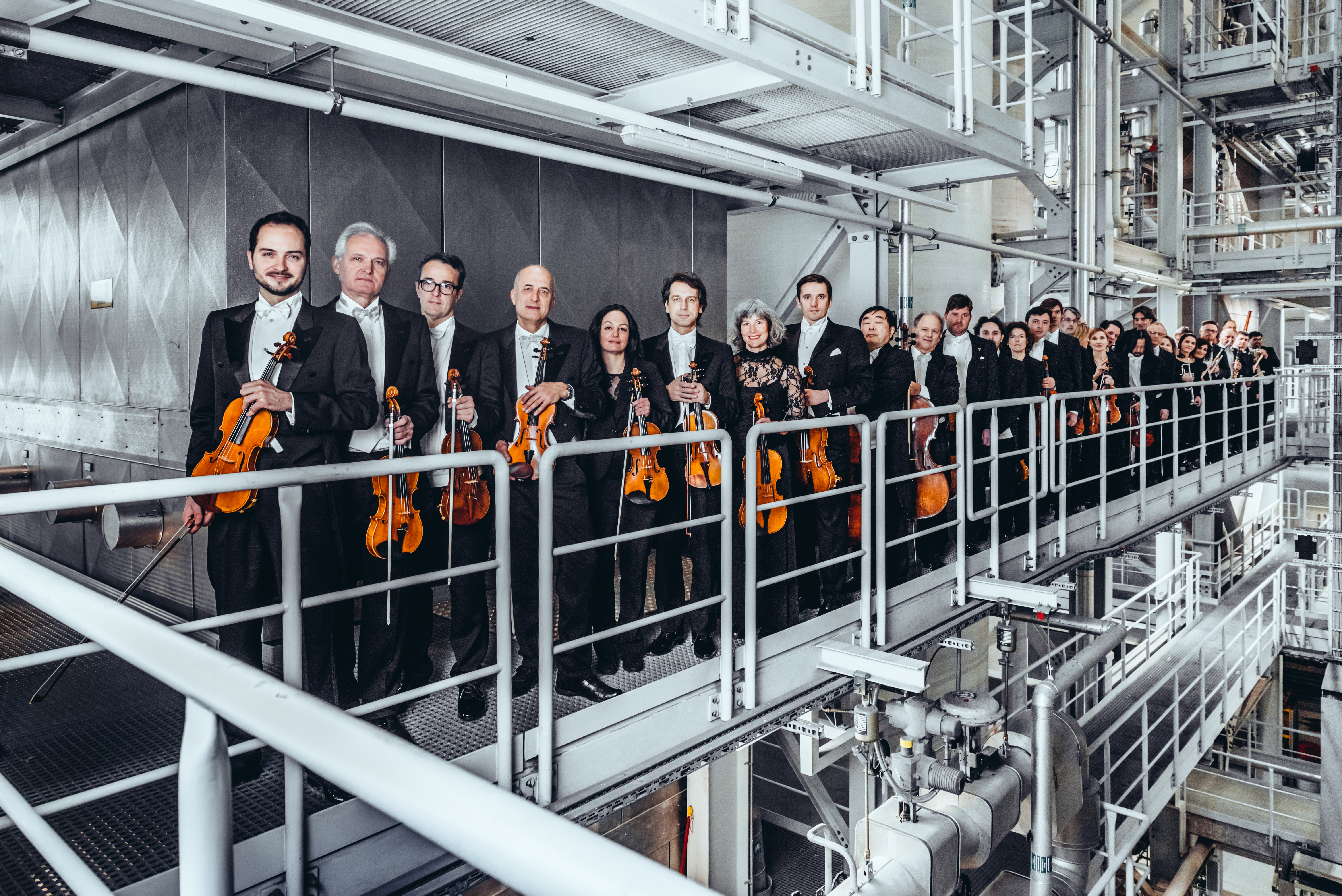
Orchestra della Svizzera italiana

Das Orchestra della Svizzera italiana (OSI) («Orchester der italienischen Schweiz») ist ein Sinfonieorchester mit internationalem Ruf in Lugano. Seit September 2013 ist Vladimir Ashkenazy Hauptgastdirigent des Orchesters. Seit der Saison 2015/2016 wird es vom deutschen Dirigenten Markus Poschner geleitet.

## Geschichte
Das Orchester wurde 1935 als Orchester des Radios der italienischsprachigen Schweiz (RSI) gegründet. Es hat maßgeblich zur musikalischen Entwicklung der Region beigetragen. So begründete es Ende der vierziger Jahre die bedeutenden Festivals von Lugano, Locarno und Ascona. 1991 wurde es in eine Stiftung umgewandelt und tritt seither unter seinem aktuellen Namen auf.
Das Orchester stand unter der Leitung von Dirigenten wie Ernest Ansermet, Igor Strawinsky, Leopold Stokowski, Sergiu Celibidache und Hermann Scherchen. Es brachte die Werke von Komponisten wie Pietro Mascagni, Richard Strauss, Arthur Honegger, Darius Milhaud, Frank Martin, Paul Hindemith und in neuerer Zeit Luciano Berio, Hans Werner Henze und Krzysztof Penderecki zur Aufführung. Die ersten Stammdirigenten des Ensembles waren Lepoldo Casella (von 1935 bis 1938), Otmar Nussio (von 1938 bis 1968) und Marc Andreae (in den folgenden zwanzig Jahren). Es tritt auf bekannten Konzertbühnen in Wien, Amsterdam, Sankt Petersburg, Paris, Rom, Mailand und Salzburg auf.
Das Orchester besteht aus einer 41-köpfigen Stammbesetzung (darunter die Konzertmeister Robert Kowalski und Tamas Major) und wird vom Kanton Tessin, vom Radio und Fernsehen der italienischsprachigen Schweiz (RSI), von der Stadt Lugano sowie von der Associazione Amici dell’OSI finanziert. Auf dem Programm stehen alljährlich die Konzertsaisons von RSI – Rete Due in Lugano; zugleich nimmt das Orchester regelmässig an den Musikwochen von Ascona, am Festival von Lugano und am Progetto Martha Argerich teil. Es tritt in den wichtigsten nationalen und internationalen Konzertsälen auf und spielt zahlreiche Studioaufnahmen für Radiosendungen und Schallplattenproduktionen ein. Zur Wahrung und Verstärkung seiner regionalen Verbundenheit gibt das Orchester zahlreiche Konzerte für die Bevölkerung: von Sommerkonzerten in den abgelegensten Orten der italienischen Schweiz bis hin zu Familienkonzerten; von Konzerten in Schulen bis hin zur Zusammenarbeit auf mehreren Ebenen mit dem Conservatorio della Svizzera italiana. Gastdirigenten sind Diego Fasolis, Maurice Steger, Howard Griffiths.
Ende 2016 wurde bekannt, dass RSI und SRG SSR auf Ende 2017 aus der 2012 abgeschlossenen Vereinbarung mit dem OSI aussteigen und die Trägerschaft des Orchesters aufgeben werden. Die Programmgestaltung der Konzerte des OSI, «letztes Radio-Orchester der Schweiz», lag seit der Gründung in den Händen des Radios RSI – Rete Due, was zu Wettbewerbsverzerrungen geführt habe. Das Orchester sah sich darauf gezwungen, seinen Mitgliedern auf Ende 2017 die vorsorgliche Kündigung auszusprechen. Schliesslich einigte man sich auf eine neu formulierte Vereinbarung, die für mindestens sechs Jahre gilt und eine Reduktion von 1 Mio. Franken vorsieht. Ab 2018 engagiert sich die Tessiner Kantonalbank (Banca dello Stato del Cantone Ticino) zur Kompensation als neuer Hauptsponsor und erhöht der Kanton Graubünden seinen Beitrag.

## Chefdirigenten
- 1935–1938: Leopoldo Casella
- 1938–1968: Otmar Nussio
- 1969–1991: Marc Andreae
- 1993–1996: Nicholas Carthy
- 1999–2005: Alain Lombard (danach Ehrendirigent)
- seit 2015: Markus Poschner

## Hauptgastdirigenten
- 1997–2000: Serge Baudo
- 2008–2010: Mikhail Pletnev
- seit 2013: Vladimir Ashkenazy